# Reprezentacja Bośni i Hercegowiny w piłce nożnej mężczyzn
Reprezentacja Bośni i Hercegowiny w piłce nożnej mężczyzn (bośn. i chorw. Reprezentacija Bosne i Hercegovine u nogometu za muškarce / Репрезентација Босне и Херцеговине у ногомету за мушкарце, serb. Reprezentacija Bosne i Hercegovine u fudbalu za muškarce / Репрезентација Босне и Херцеговине у фудбалу за мушкарце) – narodowy zespół piłkarzy nożnych Bośni i Hercegowiny. Za jej funkcjonowanie odpowiedzialny jest Związek Piłki Nożnej Bośni i Hercegowiny. Swój pierwszy oficjalny mecz rozegrała w czerwcu 1993.

## Dzieje reprezentacji
Ze względu na trwającą w kraju wojnę, reprezentacja Bośni przez ponad dwa lata od debiutu nie rozgrywała oficjalnych spotkań. Udział w rozgrywkach międzynarodowych rozpoczęła dopiero w 1996 roku od eliminacji Mistrzostw Świata.
W eliminacjach do Euro 2004 Bośniacy zdobyli trzynaście punktów, tylko o dwa mniej od Danii, która zajęła pierwsze miejsce w grupie. Podopieczni Blaža Sliškovicia pokonali m.in. właśnie Duńczyków (2:0, w Kopenhadze) oraz Norwegów (1:0).
Udanie zaprezentowali się również w kwalifikacjach do Mundialu 2006, które zakończyli na trzecim miejscu przed m.in. Belgią. Zanotowali remisy z Hiszpanią (dwukrotnie) i Serbią oraz raz wygrali z Belgami.
W eliminacjach do Euro 2008 piłkarze bośniaccy również sprawili niespodziankę, pokonując w Oslo Norwegię (2:1). Jednak w dalszych grach zabrakło selekcjonera Sliškovicia (podał się do dymisji w grudniu 2006) oraz kilku najważniejszych piłkarzy, którzy w proteście przeciw polityce prowadzonej przez Związek Piłkarski, postanowili zakończyć kariery reprezentacyjne. Po rezygnacji Sliškovicia władze federacji sięgnęli ponownie po Fuada Muzurovicia, który pracował z kadrą w latach 1992-1997.
Za najbardziej znanego piłkarza bośniackiego uchodzi Safet Sušić, w latach 80. gracz Paris Saint-Germain oraz wielokrotny reprezentant Jugosławii, z którą brał udział w Mundialach 1982 i 1990 oraz Euro 1984. Kiedy powstała samodzielna reprezentacja Bośni i Hercegowiny pałeczkę po Sušiciu przejęło utalentowane pokolenie zawodników urodzonych na początku lat 70. Wielu z nich odniosło duże sukcesy w klubach europejskich: Hasan Salihamidžić był przez dziewięć lat zawodnikiem Bayernu Monachium, z którym zdobył m.in. sześć tytułów mistrza Niemiec i Puchar Mistrzów; sukcesy w Bundeslidze zanotował również Sergej Barbarez, w sezonie 2000-2001 król strzelców niemieckiej ekstraklasy. Elvir Bolić grał przez wiele lat w Turcji, w tym w Galatasaray SK i Fenerbahçe SK, a Elvir Baljić i Mirsad Hibić terminowali w jedenastkach zespołów hiszpańskich, odpowiednio Realu Madryt i Atlético Madryt.
Niedługo po ostatnim spotkaniu eliminacji do Euro 2008 wymówienie otrzymał trener Muzurović. Jego następcą został niedawny reprezentant kraju Meho Kodro, który jednak został szybko zdymisjonowany po tym, jak odmówił gry z Iranem. W lipcu 2008 nowym selekcjonerem był Chorwat Miroslav Blažević. Po nieudanym awansie na Mistrzostwa Świata 2010 (przegrana w barażach z Portugalią) podał się do dymisji. Jego miejsce pod koniec grudnia 2009 zajął Safet Sušić.
Pod jego wodzą Bośniacy osiągnęli jak dotąd największy sukces w swojej historii – zakwalifikowali się do finałów Mistrzostw Świata 2014 w Brazylii, zajmując w eliminacjach pierwsze miejsce. Pokonali w nich między innymi faworyzowaną Grecję.
Na turnieju w Brazylii bośniaccy piłkarze znaleźli się w grupie F razem z Argentyną, Nigerią i Iranem. Po jednym zwycięstwie (z Iranem 3:1) i dwóch porażkach (0:1 z Nigerią, oraz 1:2 z Argentyną) z trzema punktami na koncie zajęli trzecie miejsce w grupie i odpadli z turnieju.
W czasie eliminacji do Euro 2016 i Mistrzostw Świata 2018 trenerem reprezentacji Bośni i Hercegowiny był Mehmed Baždarević. Obie kampanie kwalifikacyjne zakończyły się jednak dla Bośniaków porażką i brakiem awansu (w pierwszym przypadku musieli oni uznać wyższość Walijczyków i Belgów, w drugim ponownie Belgów i Greków).
Po tym ostatnim niepowodzeniu Mehmed Baždarević przestał być trenerem reprezentacji, a wieloletni napastnik tej ekipy Vedad Ibišević zakończył karierę.
Reprezentacja Bośni wzięła udział w towarzyskim pucharze Kirin, który wygrała pokonując w finale reprezentację Japonii 2:1.

## Udział w międzynarodowych turniejach

### Igrzyska olimpijskie
| Udział w igrzyskach olimpijskich | Udział w igrzyskach olimpijskich | Udział w igrzyskach olimpijskich | Udział w igrzyskach olimpijskich | Udział w igrzyskach olimpijskich | Udział w igrzyskach olimpijskich | Udział w igrzyskach olimpijskich | Udział w igrzyskach olimpijskich | Udział w igrzyskach olimpijskich | . | Kwalifikacje do igrzysk olimpijskich | Kwalifikacje do igrzysk olimpijskich | Kwalifikacje do igrzysk olimpijskich | Kwalifikacje do igrzysk olimpijskich | Kwalifikacje do igrzysk olimpijskich | Kwalifikacje do igrzysk olimpijskich | Uwagi     |
| Rok                              | Runda                            | Miejsce                          | M                                | W                                | R                                | P                                | B+                               | B-                               | . | M                                    | W                                    | R                                    | P                                    | B+                                   | B-                                   | Uwagi     |
| -------------------------------- | -------------------------------- | -------------------------------- | -------------------------------- | -------------------------------- | -------------------------------- | -------------------------------- | -------------------------------- | -------------------------------- | - | ------------------------------------ | ------------------------------------ | ------------------------------------ | ------------------------------------ | ------------------------------------ | ------------------------------------ | --------- |
| 1900                             | BIH była częścią Austro-Węgier   | BIH była częścią Austro-Węgier   | BIH była częścią Austro-Węgier   | BIH była częścią Austro-Węgier   | BIH była częścią Austro-Węgier   | BIH była częścią Austro-Węgier   | BIH była częścią Austro-Węgier   | BIH była częścią Austro-Węgier   | . |                                      |                                      |                                      |                                      |                                      |                                      |           |
| 1904                             | BIH była częścią Austro-Węgier   | BIH była częścią Austro-Węgier   | BIH była częścią Austro-Węgier   | BIH była częścią Austro-Węgier   | BIH była częścią Austro-Węgier   | BIH była częścią Austro-Węgier   | BIH była częścią Austro-Węgier   | BIH była częścią Austro-Węgier   | . |                                      |                                      |                                      |                                      |                                      |                                      |           |
| 1908                             | BIH była częścią Austro-Węgier   | BIH była częścią Austro-Węgier   | BIH była częścią Austro-Węgier   | BIH była częścią Austro-Węgier   | BIH była częścią Austro-Węgier   | BIH była częścią Austro-Węgier   | BIH była częścią Austro-Węgier   | BIH była częścią Austro-Węgier   | . |                                      |                                      |                                      |                                      |                                      |                                      |           |
| 1912                             | BIH była częścią Austro-Węgier   | BIH była częścią Austro-Węgier   | BIH była częścią Austro-Węgier   | BIH była częścią Austro-Węgier   | BIH była częścią Austro-Węgier   | BIH była częścią Austro-Węgier   | BIH była częścią Austro-Węgier   | BIH była częścią Austro-Węgier   | . |                                      |                                      |                                      |                                      |                                      |                                      |           |
|                                  |                                  |                                  |                                  |                                  |                                  |                                  |                                  |                                  | . |                                      |                                      |                                      |                                      |                                      |                                      |           |
| 1948-1992                        | BIH była częścią Jugosławii      | BIH była częścią Jugosławii      | BIH była częścią Jugosławii      | BIH była częścią Jugosławii      | BIH była częścią Jugosławii      | BIH była częścią Jugosławii      | BIH była częścią Jugosławii      | BIH była częścią Jugosławii      | . |                                      |                                      |                                      |                                      |                                      |                                      |           |
| 1996                             | Nie brała udziału                | Nie brała udziału                | Nie brała udziału                | Nie brała udziału                | Nie brała udziału                | Nie brała udziału                | Nie brała udziału                | Nie brała udziału                | . |                                      |                                      |                                      |                                      |                                      |                                      | jako RBIH |
| 2000                             | Nie zakwalifikowała się          | Nie zakwalifikowała się          | Nie zakwalifikowała się          | Nie zakwalifikowała się          | Nie zakwalifikowała się          | Nie zakwalifikowała się          | Nie zakwalifikowała się          | Nie zakwalifikowała się          | . | 10                                   | 2                                    | 1                                    | 7                                    | 11                                   | 24                                   | jako BIH  |
| 2004                             | Nie zakwalifikowała się          | Nie zakwalifikowała się          | Nie zakwalifikowała się          | Nie zakwalifikowała się          | Nie zakwalifikowała się          | Nie zakwalifikowała się          | Nie zakwalifikowała się          | Nie zakwalifikowała się          | . | 8                                    | 4                                    | 1                                    | 3                                    | 6                                    | 10                                   | jako BIH  |
| 2008                             | Nie zakwalifikowała się          | Nie zakwalifikowała się          | Nie zakwalifikowała się          | Nie zakwalifikowała się          | Nie zakwalifikowała się          | Nie zakwalifikowała się          | Nie zakwalifikowała się          | Nie zakwalifikowała się          | . | 4                                    | 1                                    | 2                                    | 1                                    | 6                                    | 6                                    | jako BIH  |
| 2012                             | Nie zakwalifikowała się          | Nie zakwalifikowała się          | Nie zakwalifikowała się          | Nie zakwalifikowała się          | Nie zakwalifikowała się          | Nie zakwalifikowała się          | Nie zakwalifikowała się          | Nie zakwalifikowała się          | . | 8                                    | 2                                    | 2                                    | 4                                    | 4                                    | 8                                    | jako BIH  |
| 2016                             | Nie zakwalifikowała się          | Nie zakwalifikowała się          | Nie zakwalifikowała się          | Nie zakwalifikowała się          | Nie zakwalifikowała się          | Nie zakwalifikowała się          | Nie zakwalifikowała się          | Nie zakwalifikowała się          | . | 8                                    | 2                                    | 0                                    | 6                                    | 10                                   | 22                                   | jako BIH  |
| 2020                             | Nie zakwalifikowała się          | Nie zakwalifikowała się          | Nie zakwalifikowała się          | Nie zakwalifikowała się          | Nie zakwalifikowała się          | Nie zakwalifikowała się          | Nie zakwalifikowała się          | Nie zakwalifikowała się          | . | 10                                   | 6                                    | 0                                    | 4                                    | 24                                   | 11                                   | jako BIH  |

### Mistrzostwa świata
| Udział w mistrzostwach świata | Udział w mistrzostwach świata | Udział w mistrzostwach świata | Udział w mistrzostwach świata | Udział w mistrzostwach świata | Udział w mistrzostwach świata | Udział w mistrzostwach świata | Udział w mistrzostwach świata | Udział w mistrzostwach świata | . | Kwalifikacje do mistrzostw świata | Kwalifikacje do mistrzostw świata | Kwalifikacje do mistrzostw świata | Kwalifikacje do mistrzostw świata | Kwalifikacje do mistrzostw świata | Kwalifikacje do mistrzostw świata | Uwagi     |
| Rok                           | Runda                         | Miejsce                       | M                             | W                             | R                             | P                             | B+                            | B-                            | . | M                                 | W                                 | R                                 | P                                 | B+                                | B-                                | Uwagi     |
| ----------------------------- | ----------------------------- | ----------------------------- | ----------------------------- | ----------------------------- | ----------------------------- | ----------------------------- | ----------------------------- | ----------------------------- | - | --------------------------------- | --------------------------------- | --------------------------------- | --------------------------------- | --------------------------------- | --------------------------------- | --------- |
| 1950 - 1990                   | BIH była częścią Jugosławii   | BIH była częścią Jugosławii   | BIH była częścią Jugosławii   | BIH była częścią Jugosławii   | BIH była częścią Jugosławii   | BIH była częścią Jugosławii   | BIH była częścią Jugosławii   | BIH była częścią Jugosławii   | . |                                   |                                   |                                   |                                   |                                   |                                   |           |
| 1994                          | Nie brała udziału             | Nie brała udziału             | Nie brała udziału             | Nie brała udziału             | Nie brała udziału             | Nie brała udziału             | Nie brała udziału             | Nie brała udziału             | . |                                   |                                   |                                   |                                   |                                   |                                   | jako RBIH |
| 1998                          | Nie zakwalifikowała się       | Nie zakwalifikowała się       | Nie zakwalifikowała się       | Nie zakwalifikowała się       | Nie zakwalifikowała się       | Nie zakwalifikowała się       | Nie zakwalifikowała się       | Nie zakwalifikowała się       | . | 8                                 | 3                                 | 0                                 | 5                                 | 9                                 | 14                                | jako BIH  |
| 2002                          | Nie zakwalifikowała się       | Nie zakwalifikowała się       | Nie zakwalifikowała się       | Nie zakwalifikowała się       | Nie zakwalifikowała się       | Nie zakwalifikowała się       | Nie zakwalifikowała się       | Nie zakwalifikowała się       | . | 8                                 | 2                                 | 2                                 | 4                                 | 12                                | 12                                | jako BIH  |
| 2006                          | Nie zakwalifikowała się       | Nie zakwalifikowała się       | Nie zakwalifikowała się       | Nie zakwalifikowała się       | Nie zakwalifikowała się       | Nie zakwalifikowała się       | Nie zakwalifikowała się       | Nie zakwalifikowała się       | . | 10                                | 4                                 | 4                                 | 2                                 | 12                                | 9                                 | jako BIH  |
| 2010                          | Nie zakwalifikowała się       | Nie zakwalifikowała się       | Nie zakwalifikowała się       | Nie zakwalifikowała się       | Nie zakwalifikowała się       | Nie zakwalifikowała się       | Nie zakwalifikowała się       | Nie zakwalifikowała się       | . | 12                                | 6                                 | 1                                 | 5                                 | 25                                | 15                                | jako BIH  |
| 2014                          | Faza grupowa                  | 20/32                         | 3                             | 1                             | 0                             | 2                             | 4                             | 4                             | . | 10                                | 8                                 | 1                                 | 1                                 | 30                                | 6                                 | jako BIH  |
| 2018                          | Nie zakwalifikowała się       | Nie zakwalifikowała się       | Nie zakwalifikowała się       | Nie zakwalifikowała się       | Nie zakwalifikowała się       | Nie zakwalifikowała się       | Nie zakwalifikowała się       | Nie zakwalifikowała się       | . | 10                                | 5                                 | 2                                 | 3                                 | 24                                | 13                                | jako BIH  |
| 2022                          | Nie zakwalifikowała się       | Nie zakwalifikowała się       | Nie zakwalifikowała się       | Nie zakwalifikowała się       | Nie zakwalifikowała się       | Nie zakwalifikowała się       | Nie zakwalifikowała się       | Nie zakwalifikowała się       | . | 8                                 | 1                                 | 4                                 | 3                                 | 9                                 | 12                                | jako BIH  |

### Mistrzostwa Europy
| Udział w mistrzostwach Europy | Udział w mistrzostwach Europy | Udział w mistrzostwach Europy | Udział w mistrzostwach Europy | Udział w mistrzostwach Europy | Udział w mistrzostwach Europy | Udział w mistrzostwach Europy | Udział w mistrzostwach Europy | Udział w mistrzostwach Europy | . | Kwalifikacje do mistrzostw Europy | Kwalifikacje do mistrzostw Europy | Kwalifikacje do mistrzostw Europy | Kwalifikacje do mistrzostw Europy | Kwalifikacje do mistrzostw Europy | Kwalifikacje do mistrzostw Europy | Uwagi     |
| Rok                           | Runda                         | Miejsce                       | M                             | W                             | R                             | P                             | B+                            | B-                            | . | M                                 | W                                 | R                                 | P                                 | B+                                | B-                                | Uwagi     |
| ----------------------------- | ----------------------------- | ----------------------------- | ----------------------------- | ----------------------------- | ----------------------------- | ----------------------------- | ----------------------------- | ----------------------------- | - | --------------------------------- | --------------------------------- | --------------------------------- | --------------------------------- | --------------------------------- | --------------------------------- | --------- |
| 1960 - 1992                   | BIH była częścią Jugosławii   | BIH była częścią Jugosławii   | BIH była częścią Jugosławii   | BIH była częścią Jugosławii   | BIH była częścią Jugosławii   | BIH była częścią Jugosławii   | BIH była częścią Jugosławii   | BIH była częścią Jugosławii   | . |                                   |                                   |                                   |                                   |                                   |                                   |           |
| 1996                          | Nie brała udziału             | Nie brała udziału             | Nie brała udziału             | Nie brała udziału             | Nie brała udziału             | Nie brała udziału             | Nie brała udziału             | Nie brała udziału             | . |                                   |                                   |                                   |                                   |                                   |                                   | jako RBIH |
| 2000                          | Nie zakwalifikowała się       | Nie zakwalifikowała się       | Nie zakwalifikowała się       | Nie zakwalifikowała się       | Nie zakwalifikowała się       | Nie zakwalifikowała się       | Nie zakwalifikowała się       | Nie zakwalifikowała się       | . | 10                                | 3                                 | 2                                 | 5                                 | 14                                | 17                                | jako BIH  |
| 2004                          | Nie zakwalifikowała się       | Nie zakwalifikowała się       | Nie zakwalifikowała się       | Nie zakwalifikowała się       | Nie zakwalifikowała się       | Nie zakwalifikowała się       | Nie zakwalifikowała się       | Nie zakwalifikowała się       | . | 8                                 | 4                                 | 1                                 | 3                                 | 7                                 | 8                                 | jako BIH  |
| 2008                          | Nie zakwalifikowała się       | Nie zakwalifikowała się       | Nie zakwalifikowała się       | Nie zakwalifikowała się       | Nie zakwalifikowała się       | Nie zakwalifikowała się       | Nie zakwalifikowała się       | Nie zakwalifikowała się       | . | 12                                | 4                                 | 1                                 | 7                                 | 16                                | 22                                | jako BIH  |
| 2012                          | Nie zakwalifikowała się       | Nie zakwalifikowała się       | Nie zakwalifikowała się       | Nie zakwalifikowała się       | Nie zakwalifikowała się       | Nie zakwalifikowała się       | Nie zakwalifikowała się       | Nie zakwalifikowała się       | . | 12                                | 6                                 | 3                                 | 3                                 | 19                                | 14                                | jako BIH  |
| 2016                          | Nie zakwalifikowała się       | Nie zakwalifikowała się       | Nie zakwalifikowała się       | Nie zakwalifikowała się       | Nie zakwalifikowała się       | Nie zakwalifikowała się       | Nie zakwalifikowała się       | Nie zakwalifikowała się       | . | 12                                | 5                                 | 3                                 | 4                                 | 18                                | 15                                | jako BIH  |
| 2020                          | Nie zakwalifikowała się       | Nie zakwalifikowała się       | Nie zakwalifikowała się       | Nie zakwalifikowała się       | Nie zakwalifikowała się       | Nie zakwalifikowała się       | Nie zakwalifikowała się       | Nie zakwalifikowała się       | . | 11                                | 4                                 | 2                                 | 5                                 | 21                                | 18                                | jako BIH  |
| 2024                          | Nie zakwalifikowała się       | Nie zakwalifikowała się       | Nie zakwalifikowała się       | Nie zakwalifikowała się       | Nie zakwalifikowała się       | Nie zakwalifikowała się       | Nie zakwalifikowała się       | Nie zakwalifikowała się       | . |                                   |                                   |                                   |                                   |                                   |                                   | jako BIH  |

## Rekordziści
Kolorem niebieskim zaznaczono wciąż aktywnych piłkarzy
| Lp. | Zawodnik           | Od   | Do   | Mecze | Bramki |
| --- | ------------------ | ---- | ---- | ----- | ------ |
| 1.  | Edin Džeko         | 2007 |      | 126   | 64     |
| 2.  | Miralem Pjanić     | 2008 |      | 103   | 16     |
| 3.  | Emir Spahić        | 2003 | 2018 | 94    | 6      |
| 4.  | Zvjezdan Misimović | 2004 | 2018 | 84    | 25     |
| 5.  | Vedad Ibišević     | 2007 | 2018 | 83    | 28     |
| 6.  | Asmir Begović      | 2009 |      | 63    | 0      |
| 7.  | Haris Međunjanin   | 2009 | 2018 | 60    | 9      |
| 8.  | Senad Lulić        | 2008 | 2017 | 57    | 4      |
| 9.  | Edin Višća         | 2010 |      | 55    | 10     |
| 10. | Elvir Bolić        | 1996 | 2006 | 51    | 22     |

| Lp. | Zawodnik           | Od   | Do   | Bramki | Mecze |
| --- | ------------------ | ---- | ---- | ------ | ----- |
| 1.  | Edin Džeko         | 2007 |      | 64     | 126   |
| 2.  | Vedad Ibišević     | 2007 | 2018 | 28     | 83    |
| 3.  | Zvjezdan Misimović | 2004 | 2014 | 25     | 84    |
| 4.  | Elvir Bolić        | 1996 | 2006 | 22     | 51    |
| 5.  | Sergej Barbarez    | 1998 | 2006 | 17     | 47    |
| 6.  | Miralem Pjanić     | 2008 |      | 16     | 103   |
| 7.  | Elvir Baljić       | 1996 | 2005 | 14     | 38    |
| 8.  | Zlatan Muslimović  | 2006 | 2011 | 11     | 30    |
| 9.  | Edin Višća         | 2010 |      | 10     | 55    |
| 10. | Haris Međunjanin   | 2009 | 2018 | 9      | 60    |

## Trenerzy reprezentacji Bośni i Hercegowiny
| Szkoleniowiec      | O                    | od          | do          | M  | W  | R  | P  |
| ------------------ | -------------------- | ----------- | ----------- | -- | -- | -- | -- |
| Fuad Muzurović     | Bośnia i Hercegowina | 1995        | 1997        | 18 | 7  | 2  | 9  |
| Džemaludin Mušović | Bośnia i Hercegowina | 1998        | 1999        | 7  | 1  | 2  | 4  |
| Faruk Hadžibegić   | Bośnia i Hercegowina | 1999        | 1999        | 7  | 2  | 2  | 3  |
| Avdo Kalajdžić     | Bośnia i Hercegowina | 1999        | 1999        | 1  | 0  | 1  | 0  |
| Mišo Smajlović     | Bośnia i Hercegowina | 2000        | 2001        | 14 | 5  | 4  | 5  |
| Blaž Slišković     | Bośnia i Hercegowina | 2002        | 2006        | 37 | 11 | 11 | 15 |
| Fuad Muzurović     | Bośnia i Hercegowina | 2007        | 2007        | 9  | 3  | 0  | 6  |
| Meho Kodro         | Bośnia i Hercegowina | 2008        | 2008        | 2  | 0  | 1  | 1  |
| Denijal Pirić      | Bośnia i Hercegowina | 2008        | 2008        | 1  | 1  | 0  | 0  |
| Miroslav Blažević  | Chorwacja            | 2008        | 2009        | 17 | 8  | 2  | 7  |
| Safet Sušić        | Bośnia i Hercegowina | 2010        | 2014        | 49 | 23 | 9  | 17 |
| Mehmed Baždarević  | Bośnia i Hercegowina | 2015        | 2017        | 25 | 14 | 5  | 6  |
| Robert Prosinečki  | Chorwacja            | 2018        | 2019        | 22 | 9  | 6  | 7  |
| Dušan Bajević      | Bośnia i Hercegowina | 2020        | 2020        | 8  | 0  | 2  | 6  |
| Iwajło Petew       | Bułgaria             | 2021        | 2022        | 0  | 0  | 0  | 0  |
| Faruk Hadžibegić   | Bośnia i Hercegowina | 2023 stycz. | 2023 sierp. | 4  | 1  | 0  | 3  |
| Meho Kodro         | Bośnia i Hercegowina | 2023 sierp. | 2023 wrzes. | 2  | 1  | 0  | 1  |
| Savo Milošević     | Serbia               | 2023        |             | 4  | 1  | 0  | 3  |